# Bolo
Il bolo è l'impasto di cibo masticato, impastato e imbevuto di saliva, che si forma in bocca prima della deglutizione.
La sua costituzione rappresenta la prima fase della digestione del cibo; è in effetti in questa fase che gli zuccheri vengono attaccati e sciolti dalla amilasi (anche nota come ptialina), un enzima contenuto nella saliva.
Si definisce bolo isterico la sensazione soggettiva di avere un corpo estraneo in gola, che non riesce a essere deglutito e che provoca quindi un senso di soffocamento.
In medicina veterinaria, per bolo si intende anche un boccone che viene confezionato ricoprendo un medicinale con gelatina o miele, per evitare che l'animale percepisca l'eventuale cattivo sapore della sostanza.

## Farmacologia
Viene inoltre definita bolo la somministrazione di un farmaco in dose massiva e non frazionata nel tempo, per permettere all'agente terapeutico il rapido raggiungimento di una concentrazione efficace nel sangue.
Di solito per le somministrazioni "in bolo" si preferisce la via endovenosa proprio a causa della rapidità di azione, ma esistono anche dei boli intramuscolari o sottocutanei. Ad esempio, il bolo sottocutaneo si utilizza nelle somministrazioni di insulina "rapida", che nei diabetici deve essere assunta in corrispondenza dei pasti per evitare l'iperglicemia (cfr. bolo insulinico).